# 黄百渠
黄百渠（1949年5月24日—），男，上海人，中国细胞生物学家，政治人物。中国民主同盟盟员。

## 生平
1949年5月24日出生于上海市。1976年8月至1978年8月，在辽源矿务局四中任教。1978年8月，开始在东北师范大学生物系攻读研究生，师从郝水教授，1981年获遗传学硕士学位，后留校任教。1982年3月，赴英国爱丁堡大学植物学系学习，1986年获博士学位。回国后留校任教，1991年破格晋升教授。1992年至1994年在美国密西根癌症研究基会研究所从事博士后研究。回国后担任东北师范大学遗传与细胞研究所所长。1999年成为首批“长江学者奖励计划”特聘教授。

## 社会职务
2001年8月加入中国民主同盟。2007年12月至2012年12月，担任中国民主同盟第十届中央委员会常务委员。曾任中国民主同盟吉林省委员会副主任委员、中国民主同盟东北师范大学委员会主任委员。
1993年至2008年，历任第八、九、十届全国人大代表。2011年起，担任吉林省人民政府参事。